# Thomas Manton
Thomas Manton (Lydeard St Lawrence, 1620 – 1677) è stato un religioso britannico, ministro di culto puritano presbiteriano. Si distingue come valente predicatore e teologo, influente attraverso le sue molte pubblicazioni ben oltre il suo tempo.

## Biografia
Thomas Manton viene battezzato il 31 marzo 1620 nel remoto villaggio di Lydeard St. Lawrence, situato nel sud-ovest inglese del Somerset. Frequenta probabilmente la Blundell's School a Tiverton (Devon), successivamente il Wadham College all'Università di Oxford, conseguendo nel 1639 il Bachelor of Arts. Joseph Hall, vescovo di Norwich, lo consacra diacono l'anno successivo. Non viene però ordinato al ministero come presbitero, sostenendo che già la sua consacrazione diaconale lo qualificasse pienamente al servizio cristiano. Viene accolto alla cura pastorale ed alla predicazione a Sowton (1640-1643) e a Colyton nel Devonshire (1643-1645).

### Il ministero a Stoke Newington (1645-1656)
Nel luglio del 1645 si trasferisce dalle contee rurali occidentali all'area di Londra. L'invito del colonnello Alexander Popham, patrono della parrocchia di St. Mary, lo porta nella cittadina di Stoke Newington, nel Middlesex. Le sue lezioni bibliche di metà settimana su Isaia 53, Giacomo e Giuda riscuotono grande interesse, tanto da venire invitato a predicare, fino al 1648, di fronte al Parlamento, in almeno sei occasioni di ricorrenze religiose, trattando efficacemente problemi di rilevanza sociale.
Famoso è il suo sermone dal titolo: "La decadenza spirituale dell'Inghilterra: le sue cause e la sua cura" sul testo biblico dell'Apocalisse 3:20. Partecipa, assieme ad uno dei suoi segretari, alla famosa Assemblea di Westminster, mentre più tardi, nel 1658, viene invitato a scrivere una prefazione alla seconda edizione della Confessione di fede di Westminster. Serve come cappellano di Oliver Cromwell prestando servizio nella commissione esaminatrice dei nuovi predicatori e pastori.

### Il ministero al Covent Garden
Nel 1656, nominato predicatore nella Westminster Abbey si trasferisce a Londra, e, ancora più importante, viene nominato rettore della cattedrale di St. Paul al Covent Garden, succedendo ad Obadiah Sedgwick. Durante questo periodo muore Oliver Cromwell, e l'Inghilterra entra in un periodo di grande incertezza.
Questo spinge i presbiteriani come Manton ad invocare nel 1660 da Carlo II la restaurazione, recandosi con altri a Breda, nei Paesi Bassi, per negoziare il suo ritorno, dopo il quale Manton entra a far parte dei negoziatori chiamati alla Conferenza di Savoy, in cui vengono discussi i dubbi dei presbiteriani e dei congregazionalisti riguardo al Book of Common Prayer.
Nel 1662 il Cavalier Parliament era formato da una maggioranza di Laudiani,  per cui viene promulgato il cosiddetto Atto di Uniformità. Tutti i ministri di culto avrebbero dovuto essere ordinati o ri-ordinati da un vescovo, dovevano rinunciare al Solemn League and Covenant, promettere fedeltà al Prayer Book e sottoscrivere i 39 articoli. Dato che Manton godeva di buoni rapporti con Carlo II, gli viene offerto il diaconato di Rochester, ma che rifiuta, per motivi di coscienza.

### Dopo la Grande Espulsione (1662-1670)
Gli ultimi anni di Manton sono tumultuosi. L'Atto di Uniformità conduce alla "Grande Espulsione". Il 17 agosto 1662 predica al Covent Garden il suo ultimo sermone sul testo biblico "Ebrei 12:6". Continua a scrivere anche dopo essere stato imprigionato per essersi rifiutato di cooperare nel 1670, e per un periodo di sei mesi, in violazione dell'Atto sulle Conventicole. Il 1672 vede la promulgazione dell'Atto di Indulgenza, dove a uomini come Manton viene concesso di predicare in casa propria. Successivamente diventa predicatore alla Pinner's Hall per i cosiddetti "esercizi mattuttini". Il parlamento, però, l'anno successivo gli revoca questa indulgenza. Manton muore il 18 ottobre 1677 lasciando moglie e tre figli.

## Opere
Sebbene sia storicamente poco conosciuto, ai suoi tempi e da uomini come John Owen, Manton era tenuto in grande stima. Era particolarmente rinomato per la grande valenza nella capacità di predicazione. Nella seconda metà del XIX secolo le sue opere vengono valorizzate e promosse sia dal vescovo evangelico J. C. Ryle, che dallo stesso Charles Spurgeon.
Ryle scrive che Manton "era un uomo che non poteva passare inosservato, qualunque cosa facesse o scrivesse". Spurgeon scrisse che le opere del Manton contengono "una enorme quantità di sana dotrina", e che i suoi sermoni sono "secondi a nessuno" fra i suoi contemporanei, come pure: "Manton non è brillante, ma è sempre molto abile; non fa uso di grande retorica, ma è potente. Non colpisce superficialmente, ma è sempre profondo". Probabilmente, la sua opera principale è il "Commentario all'epistola di Giacomo".